# Mleczaj wodnisty

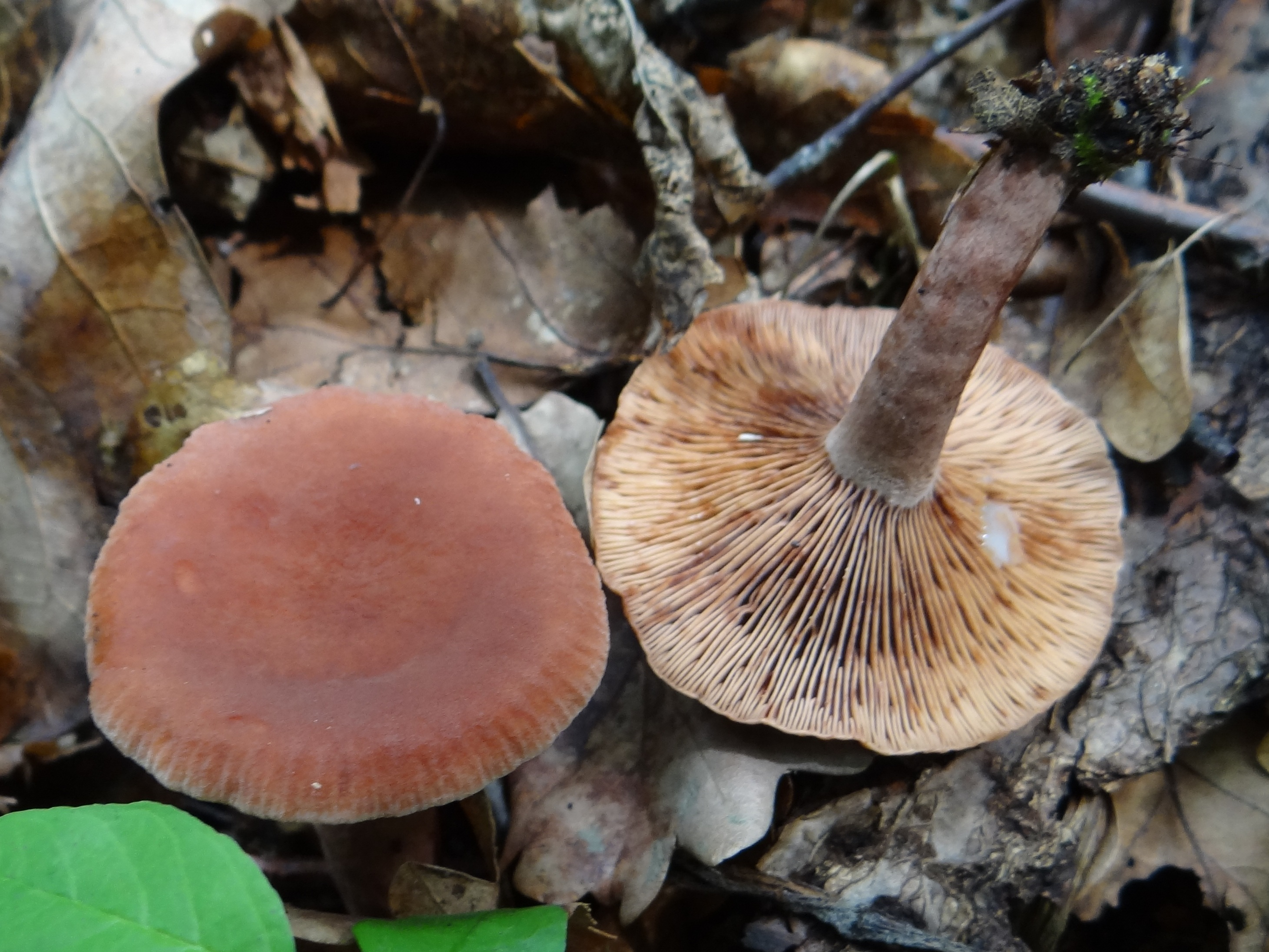
Starsze okazy z widocznymi kroplami białego mleczka na uszkodzonych blaszkach

Mleczaj wodnisty, mleczaj serwatkowy (Lactarius serifluus (DC.) Fr.) – gatunek grzybów należący do rodziny gołąbkowatych (Russulaceae).

## Systematyka i nazewnictwo
Pozycja w klasyfikacji według Index Fungorum: Lactarius, Russulaceae, Russulales, Incertae sedis, Agaricomycetes, Agaricomycotina, Basidiomycota, Fungi.
Po raz pierwszy takson ten zdiagnozował w 1815 r. Augustin Pyramus de Candolle nadając mu nazwę Agaricus serifluus. Obecną, uznaną przez Index Fungorum nazwę nadał mu w 1838 r. Elias Fries, przenosząc go do rodzaju Lactarius. Synonimy naukowe:
- Agaricus serifluus DC. 1815
- Galorrheus serifluus (DC.) P. Kumm. 1871
- Lactarius camphoratus var. serifluus (DC.) Barbier 1901
- Lactifluus serifluus (DC.) Kuntze 1891

Po raz pierwszy nazwę polską (mleczaj serwatkowy) podała Alina Skirgiełło w 1998 r. Władysław Wojewoda w 2003 r. zaproponował inną nazwę – mleczaj wodnisty. Nawiązuje ona do wodnistego mleczka, podczas gdy nazwa A. Skirgiełło nawiązywała do serwatki.

## Morfologia
Kapelusz
Średnica 2–6(9) cm, kształt początkowo płaski, potem płytko wklęsły, czasami z niewielkim garbkiem. Brzeg krótko podwinięty i szybko wyprostowujący się, u starszych okazów nieco falisty. Powierzchnia podczas wilgotnej pogody lepka i matowa, u starszych okazów drobno brodawkowana. Barwa ciemna: czerwonobrązowa w, lub czarniawobrązowa, u starszych okazów blaknąca do nieco oliwkowej. Brak pręgowania (co najwyżej widoczne jest ono tylko na krawędzi brzegu).
Trzon
Wysokość 3–8 cm, grubość 0,4–1,2 cm, kształt cylindryczny, początkowo pełny, później pusty. Powierzchnia gładka, u młodych okazów cynamonowożółta, u starszych coraz bardziej czerwonobrązowa, u podstawy ciemniejsza.
Blaszki
Przyrośnięte lub krótko zbiegające, gęste, z międzyblaszkami, niektóre rozwidlone. Początkowo są żółtawe z cielistym odcieniem, później cielistorude.
Miąższ
Cienki, w kapeluszu o barwie od jasnocytrynowej do brudnoochrowej, w trzonie rudawy. Smak nieprzyjemny, zapach przypominający pluskwiaki. Mleczko jest wodnistobiałe, początkowo wydziela się obficie. Nie zmienia barwy, smak ma łagodny.
Cechy mikroskopowe
Wysyp zarodników jasnożółtawy.
Cechy mikroskopowe
Zarodniki niemal kuliste, o rozmiarach 7,5–9 × 7–8 μm. Powierzchnia z licznymi i dość dużymi brodawkami połączonymi łącznikami tworzącymi gęstą siateczkę. Podstawki o rozmiarach 36–42 × 8–10 μm. Charakterystyczną cechą są cystydy – nie są one wrzecionowate, jak u innych mleczajów, lecz mają kształt pęcherzykowato-gruszkowaty.
Gatunki podobne
- Niektórzy autorzy (Marcel Bon) utożsamiają gatunek Lactarius serifluus z Lactarius cremor[4].
- Istnieje wiele podobnych gatunków mleczajów, np. mleczaj kamforowy (Lactarius camphoratus)[6].

## Występowanie i siedlisko
Występuje w Europie, Ameryce Północnej i Japonii. W polskim piśmiennictwie mykologicznym opisano wiele jego stanowisk.
Rośnie na ziemi w lasach liściastych i mieszanych, głównie w grądach i buczynach. Pojawia się od lipca do października. Najczęściej rośnie pod grabami, bukami i dębami.
Jest grzybem jadalnym.